# Kardanachi
Kardanachi (Georgisch:კარდანახი), ook wel bekend als Kardenachi (კარდენახი), is een dorp in Oost-Georgië met 3873 inwoners (2014), gelegen in de gemeente Goerdzjaani in de regio Kacheti. Het dorp is gesitueerd op 300 tot 450 meter boven zeeniveau in de noordoostelijke hellingen van het Gomborigebergte en aan de rand van de Alazani-vallei. Het staat bekend om de goede wijnen van de Rkatsiteli en Chichvi druiven. Kardanachi ligt op ongeveer tien kilometer ten zuiden van het gemeentelijk centrum Goerdzjaani en 90 kilometer hemelsbreed van hoofdstad Tbilisi. 

## Geschiedenis
De vroegst bekende documentatie van het dorp gaat terug naar de 15e eeuw. Er is geen systematisch archeologisch onderzoek in de plaats gedaan. Wel zijn er lokale vondsten in de 20e eeuw gedaan van munten uit de 13e eeuw en voorwerpen uit de bronstijd. Op de berghelling boven het dorp staat de Sint Nicolaaskerk, een zogeheten driekerk uit de 6e eeuw die bestaat uit een hallenkerk met twee flank kapellen en een oppervlakte van 11 x 10 meter. Vijftig meter daarnaast staat de Sabatsmindakerk, een kruiskoepelkerk uit de 13e eeuw met een klokkentoren uit de 16e eeuw. Historische sporen wijzen op het gebruik van beide kerken als klooster. Beide kerken behoren tot nationaal cultureel erfgoed.

## Wijn
Het dorp staat bekend om de hoogwaardige amberkleurige Chichvi dessertwijn van de Chichvi druif, door met name het hogere suikergehalte van de druif uit de lokale microzone. De Kardanachi microzone voor de lokale Kardanachi appelatie regelt dat deze gemaakt dient te worden van Rkatsiteli druiven, eventueel aangevuld met lokaal verbouwde Chichvi en de Groene Kacheti druivensoort Mtsvane. De Kardanachi microzone beslaat een gebied van ongeveer 2x3 km langs de noordoostelijke voet van het Gomborigebergte en rond het dorp vanaf de Kacheti Highway richting de Alazani.

## Demografie
Volgens de volkstelling van 2014 had Kardanachi 3873 inwoners. Het dorp was op een tiental inwoners na mono-etnisch Georgisch.
| Jaar                                                  | 1923  | 1939  | 1970  | 1979  | 2002  | 2014  |
| ----------------------------------------------------- | ----- | ----- | ----- | ----- | ----- | ----- |
| Aantal                                                | 5.677 | 6.102 | 6.860 | 6.726 | 5.795 | 3.873 |
| Verantwoording data: 1923 - 2014 via (1939 via) Noot: |       |       |       |       |       |       |

## Geboren
- Kote Abchazi (1867-1923, Prins Konstantine (Kote) Abchazi), Georgisch militair, politicus en publiek figuur uit het Tsjavtsjavadze geslacht. Diende van 1890 tot 1916 het Russische leger, om eind 1917 in de Georgische Nationale Raad plaats te nemen die het herstel van de onafhankelijkheid van Georgië voorbereidde en de Akte van Onafhankelijkheid aannam op 26 mei 1918. Kote Abchazi zorgde voor de aanleg van de Kacheti spoorlijn, droeg bij aan de oprichting van de Tbilisi Staatsuniversiteit in 1919 en de vorming van de Georgische strijdkrachten. In 1922 was hij hoofdrolspeler in de anti-Sovjet opstand in Chevsoeretië. In februari 1923 werd hij gearresteerd en in mei van dat jaar met 14 anderen op de plek van het hedendaagse Vake Park in Tbilisi geëxecuteerd. In het oude centrum van Tbilisi is een prominente straat naar hem vernoemd.[10]

## Foto's

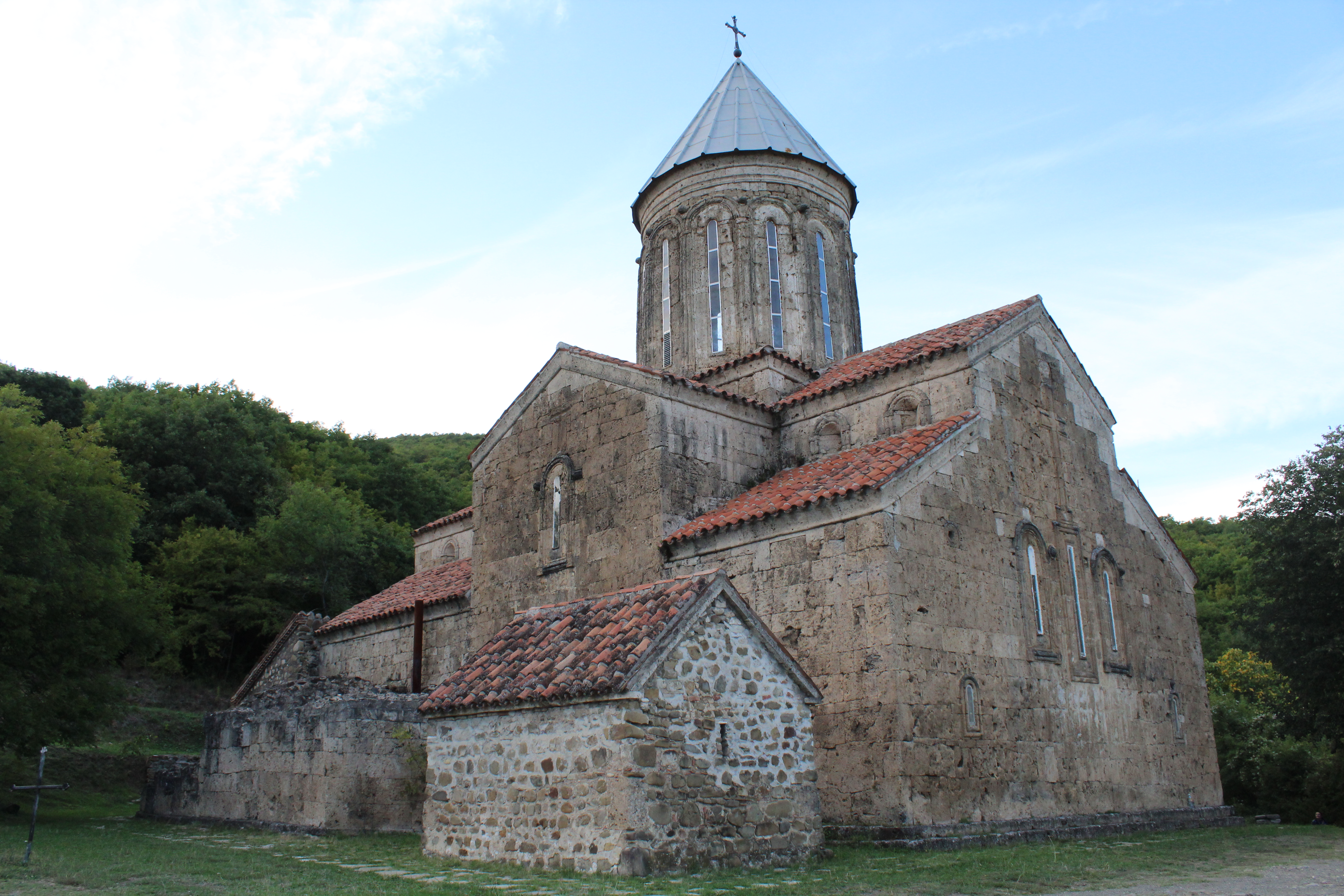
Sabatsmindakerk (13e eeuw)
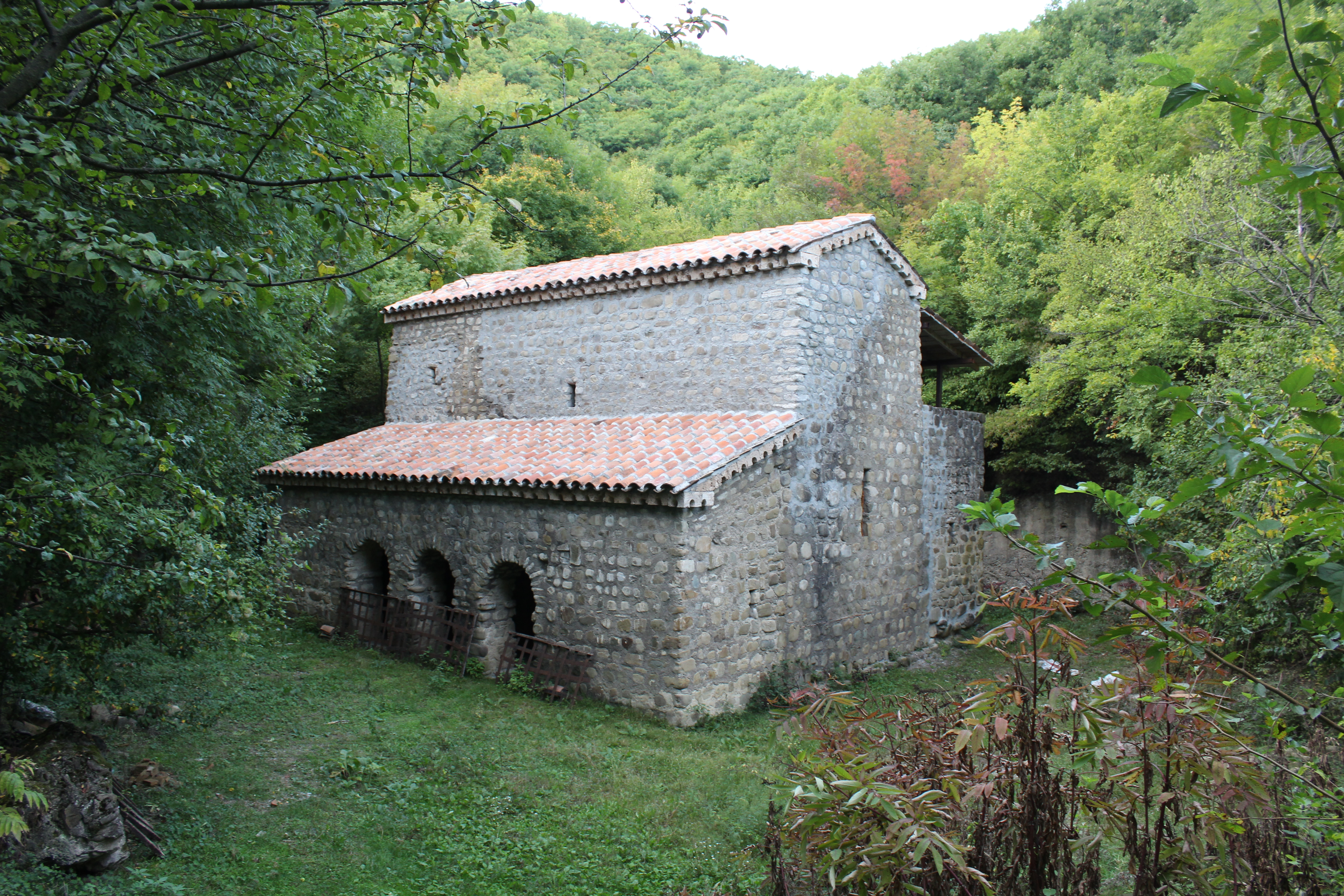
Sint Nicolaaskerk (6e eeuw)